# كارل ميخائيل سميث
كارل ميخائيل سميث (بالإنجليزية: Carl Michael Smith)‏ هو محامي أمريكي، ولد في 1944.